# Sheri Stewart Tepper
Sheri Stewart Tepper o Sheri S. Tepper (prop de Littleton, Colorado, 16 de juliol de 1929 - 22 d'octubre de 2016) és una escriptora estatunidenca autora de nombroses novel·les de ciència-ficció amb un rerefons feminista i ecològic, i també de misteri i de terror.
Nascuda com a Shirley Stewart Douglas, a més de com a Sheri S. Tepper (pel seu segon marit), ha publicat amb diversos pseudònims, com ara A. J. Orde, E. E. Horlak, i B. J. Oliphant, i també Sheri S. Eberhart, pel cognom del seu primer marit.

## Obres
Aquestes són algunes de les seues novel·les traduïdes a l'espanyol:
- The Gate to Women's Country (1988)

- Grass (Doubleday, 1989) – nominada als premis Hugo i Locus 1990

- The Family Tree (1997) – nominada a l'Arthur C. Clarke Award 1998
- The Margarets (Eos, 2007) – nominada al John W. Campbell Memorial 2008, i a l'Arthur C. Clarke 2009